# Boulevard Berthier
Le boulevard Berthier est un boulevard du 17e arrondissement de Paris. C'est une partie des boulevards des Maréchaux.

## Situation et accès
Le boulevard part de l'avenue de Clichy et arrive à l'avenue de Villiers, où il laisse la place au boulevard Gouvion-Saint-Cyr. Il a une longueur de 1 750 mètres pour une largeur de :
- 37 m de l'avenue de Clichy jusqu'au pont du chemin de fer (SNCF, Région Ouest) ;
- 60 m entre la rue de Saussure et le boulevard Malesherbes ;
- 40 m pour le reste.

Le boulevard Berthier est accessible par la ligne de bus de Petite Ceinture et par la ligne 3b du tramway mais également par les lignes de métro 3, 13 et 14 par les stations de métro Porte de Champerret et Porte de Clichy et la ligne C du RER par la gare de la Porte de Clichy.

## Origine du nom
La voie tient son nom de Louis Alexandre Berthier (1753-1815), prince de Neufchâtel puis de Wagram, maréchal de France.

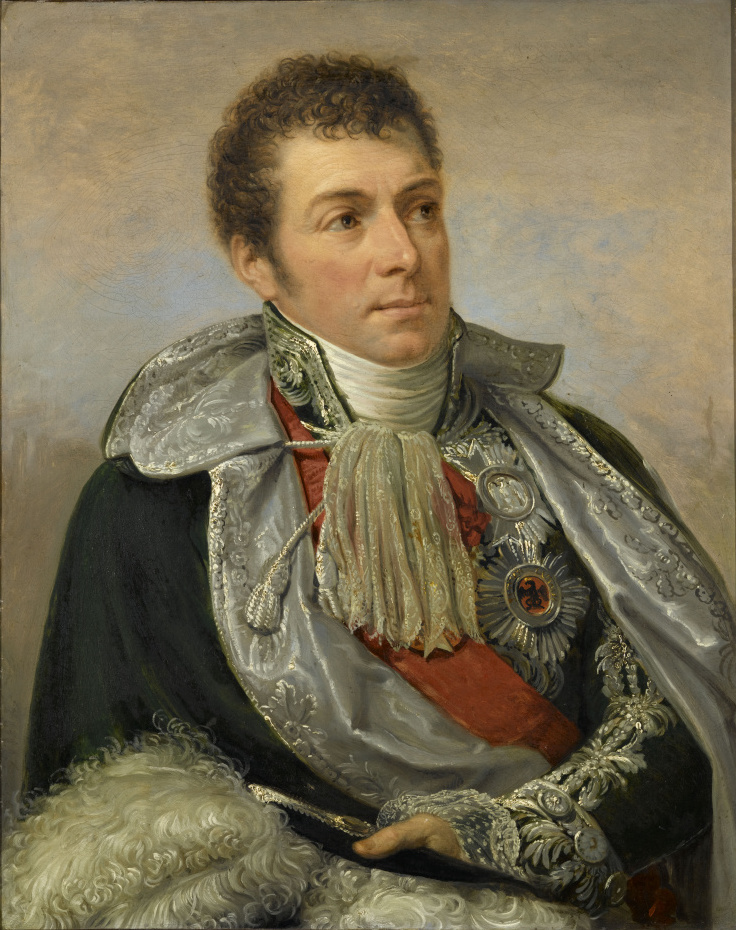
Andrea Appiani, Portrait de Berthier en habit de cour, château de Fontainebleau.
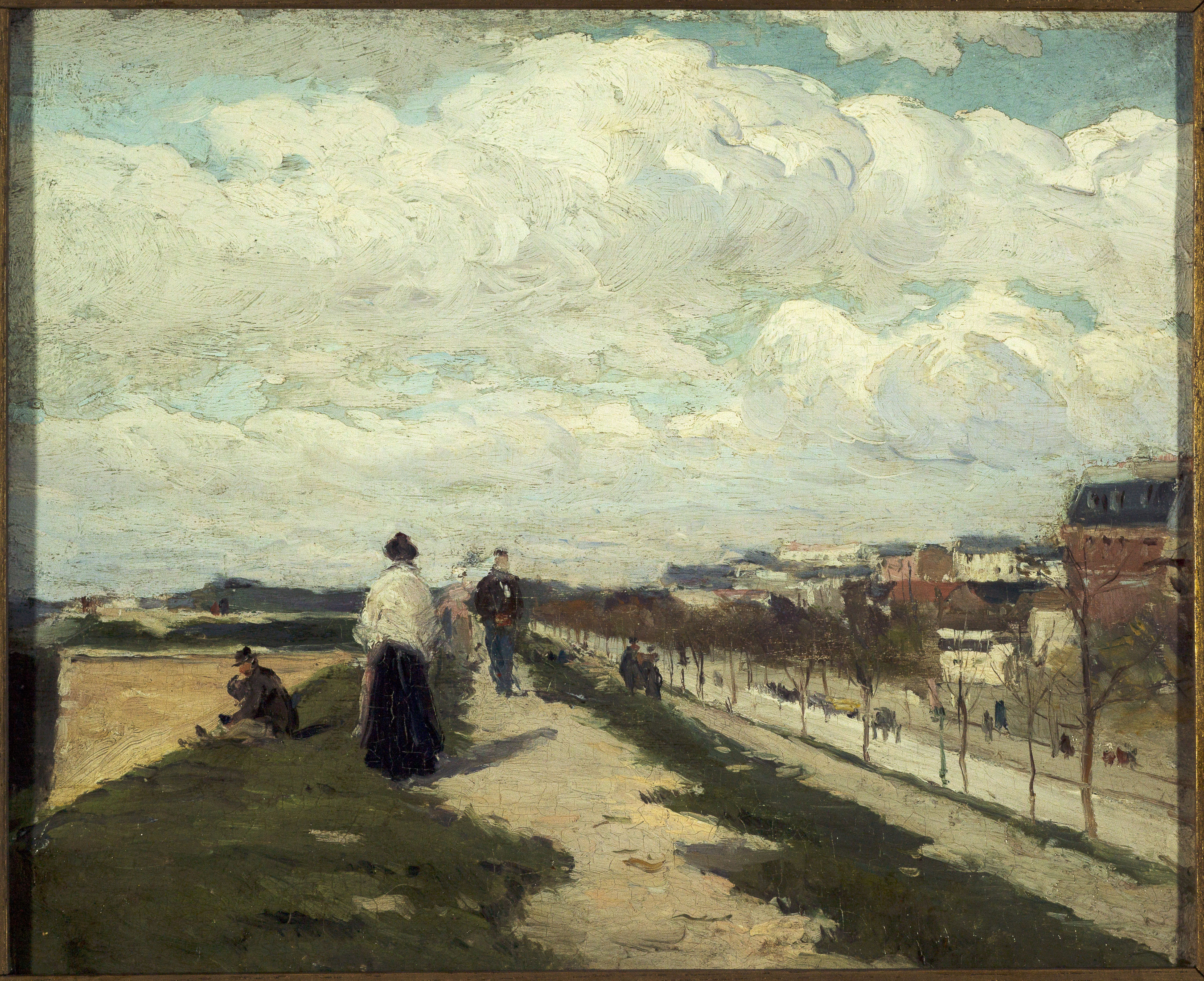
Ferdinand Marks, Les Fortifications, boulevard Berthier (1902), Paris, musée Carnavalet.

## Historique
Le boulevard Bertier fait partie de la ceinture de boulevards créée à partir de 1861 le long de l'enceinte de Thiers, à la place de la rue Militaire. Il prend son nom actuel en 1864.
Une partie de la voie délimite la ZAC Clichy-Batignolles

## Bâtiments remarquables et lieux de mémoire
De nombreux artistes renommés sont venus s'installer à la fin du XIXe siècle le long de ce boulevard, tranquille à l'époque. Les peintres y trouvaient une lumière constante du côté des numéros impairs, exposé au nord. On y trouve également d'autres bâtiments culturels ou éducatifs.
- No 8 : les Ateliers Berthier, anciens ateliers de l'Opéra Garnier, devenus en 2003 une salle de théâtre, annexe du théâtre de l'Odéon.
- No 13 : accès au parc Clichy-Batignolles - Martin Luther King.
- No 19 : atelier du peintre Georges d’Espagnat (Melun, 1870 – Paris, 1950)[2].
- No 23 : atelier du peintre Paul Chabas[3].
- No 23 bis : domicile de la chanteuse Yvette Guilbert. Cet hôtel particulier a été construit en 1900 à la demande de son mari américain, Max Schiller, par l'architecte Xavier Schoellkopf (Serpoukoff près de Moscou, 1870 – Paris, 1911)[4].
- No 23 ter : domicile du chanteur d'opéra Raymond Gourron, dit Albert Alvarez (Bordeaux, 1861 – Nice, 1933). De style néogothique, l'hôtel particulier a été réalisé en 1902 par l'architecte Albert-Joseph Sélonier (1858-1926)[5].
- No 25 : atelier du peintre Gaston Guignard (1848-1922)[6].
- No 29 : atelier du peintre René Billotte[7].
- No 31 : atelier du peintre Pierre Carrier-Belleuse, qui y vit de 1885 à 1932 ; une plaque lui rend hommage.
- No 33 : Alfred Roll avait son atelier à l'angle de la rue Alfred-Roll (anciennement « rue Alphonse-de-Neuville »)[réf. nécessaire].
- No 35 : emplacement de l'ancien cinéma Le Berthier[8].
- No 39 : atelier du peintre Ernest Ange Duez[9]. Hôtel particulier. Siège de la Société protectrice des animaux (SPA).
- No 41 : emplacement de l'atelier du peintre John Singer Sargent[10], auquel succédera le peintre Giovanni Boldini[11].
- No 43 : une plaque commémorative évoque la dernière demeure de l'écrivain Georges Rodenbach, auteur de Bruges-la-Morte.
- No 47 : les photographes Lucien Lorelle (1894-1968) et son beau-frère Marcel Amson (1905-1985) y ouvrirent leur studio de photographie en 1927[12].
- No 51 (et 32, rue Eugène-Flachat) : maison Dumas de style Art nouveau construite par l'architecte Paul Sédille.
- No 61 : atelier du peintre Georges-Antoine Rochegrosse[13].
- No 61 : domicile de Preston Sturges (Chicago, 1898 – New York, 1959), scénariste, réalisateur, producteur et acteur américain[réf. nécessaire].
- No 63 : maison acquise par Gaëtan Lo Méo (1902-1992)[14], pour y installer dans l'atelier d'artiste, sa belle-mère la peintre et sculptrice Marie-Renée Ucciani (1883-1963)[réf. nécessaire].
- No 63 : François-Bernard et Édith Huyghe y demeurent chez leur amie Nancy Bonnin Lo Méo (écrivain)[15],[16],[17],[18],[19].
- No 65 : demeure de l'actrice et chanteuse Colette Deréal[réf. nécessaire].
- No 65 : domicile du réalisateur de cinéma Jean-Charles Cuttoli[réf. nécessaire].
- No 67 : domicile et atelier du peintre Édouard Doigneau[20].
- No 71 : siège de la société de production cinématographique de Roland Urban « Les Films du jaguar », qui tourna sur place le film Les Malheurs d'Octavie.
- No 76 : groupe scolaire Boris-Vian, construit en 1938 par les architectes Alexis Dresse et Léon Oudin[réf. nécessaire].
- No 95 : ambassade de Moldavie en France.
- No 100 : ensemble résidentiel de style Art déco construit en 1925 par l’architecte Marcel Hennequet, comprenant 3 bâtiments et 41 appartements[21] ; bow-windows à pans[22] ; date de construction gravée dans la pierre en chiffres romains. Les Archives départementales de Paris conservent une vue de l’immeuble à son achèvement[23]. De 1927 à 1933, le peintre Raoul Dufy y réalise la décoration murale de la salle à manger de l’un de ses amis[24].
- No 112 : école construite en 1939 par l'architecte Pierre Fournier (1894-1958)[25].
- Nos 134-142 : immeubles à loyer moyen (ILM) construits entre 1931 et 1934 par les architectes Joseph Bassompierre (1871-1950), Paul de Rutté (1871-1943) et Paul Sirvin (1891-1977)[26].
- Nos 174-176 : immeubles de logement de la fondation Alexandre et Julie Weill construits en 1952 par l'architecte Auguste Perret[27].

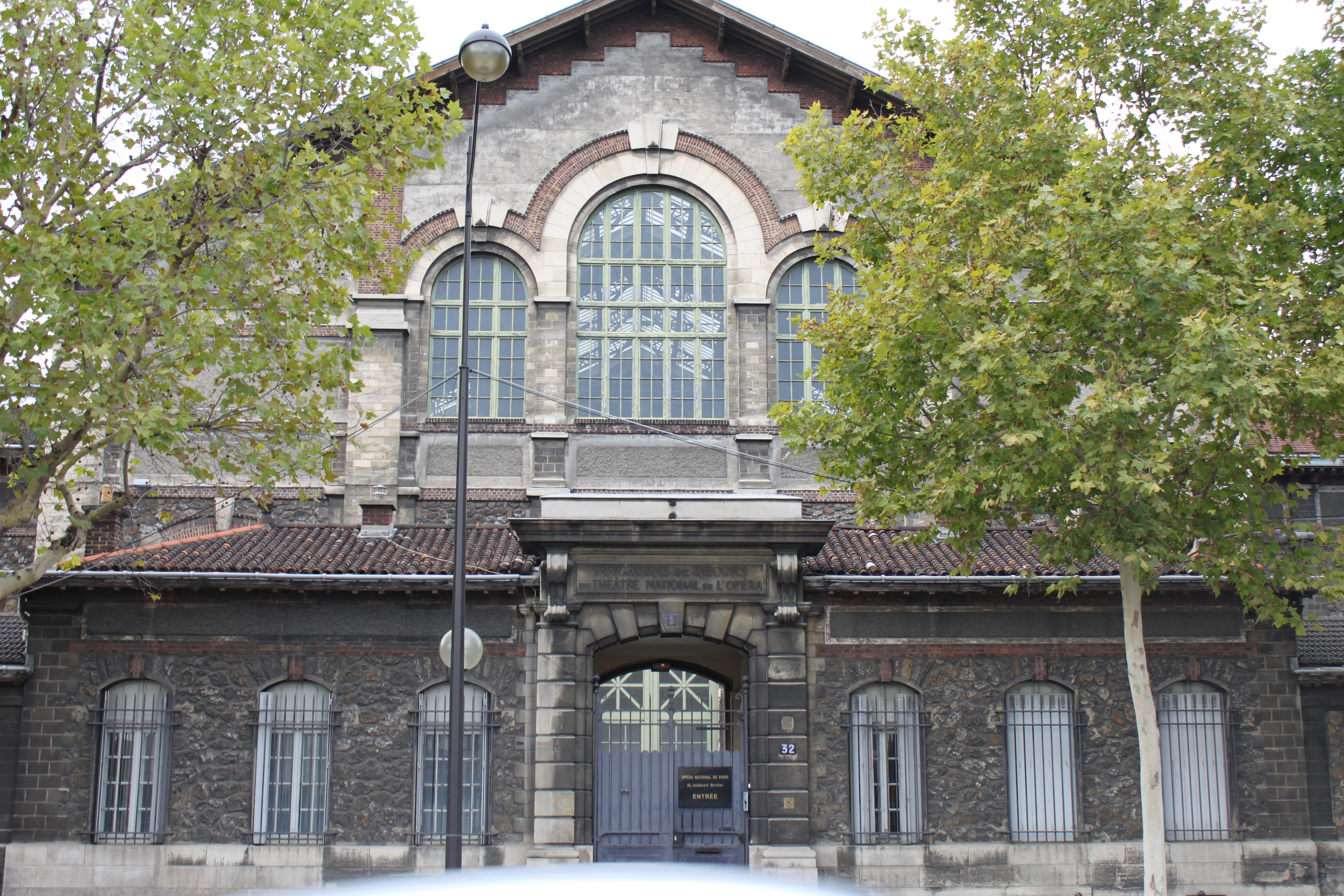
No 8 : Ateliers Berthier.
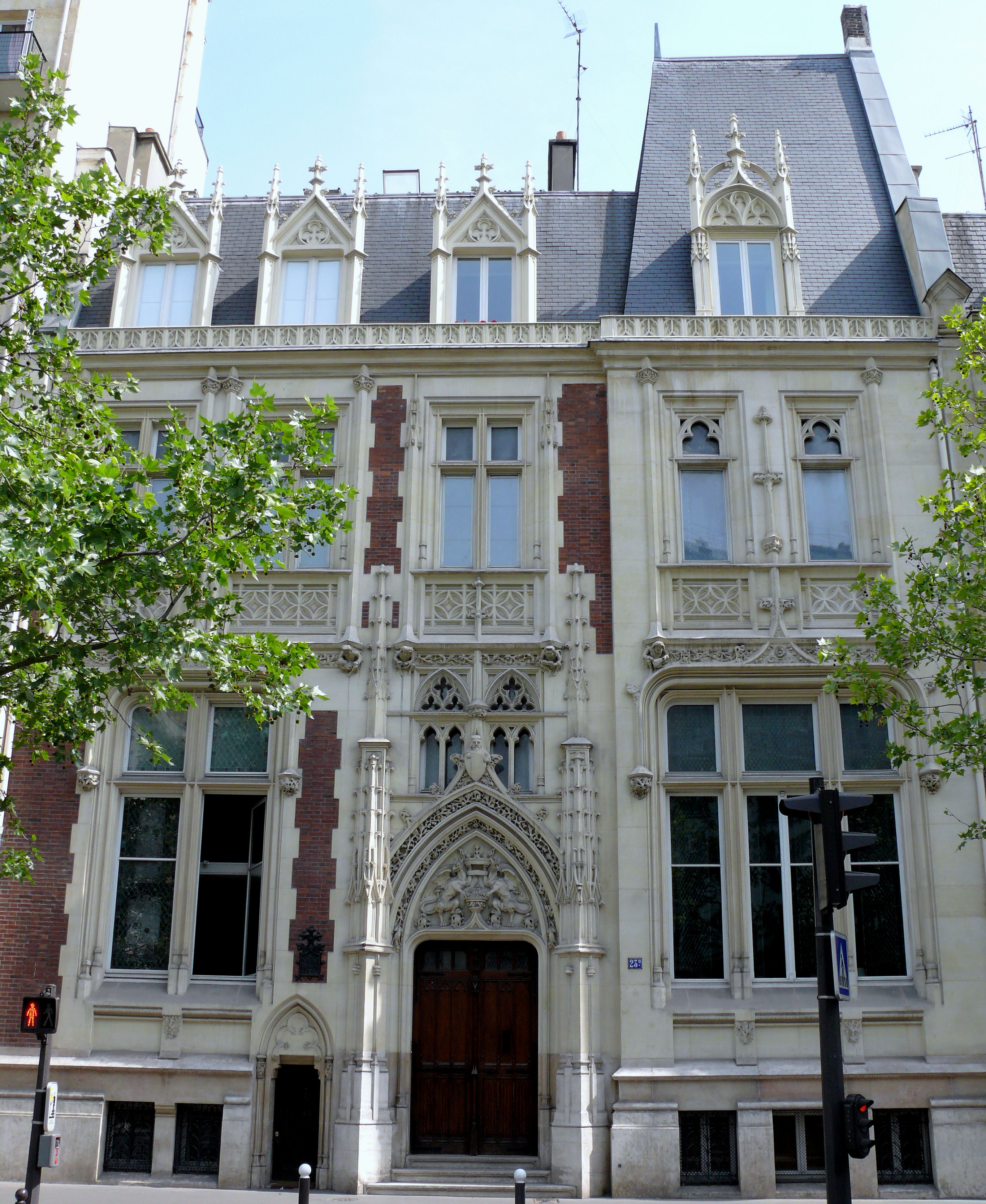
No 23 ter : hôtel particulier.
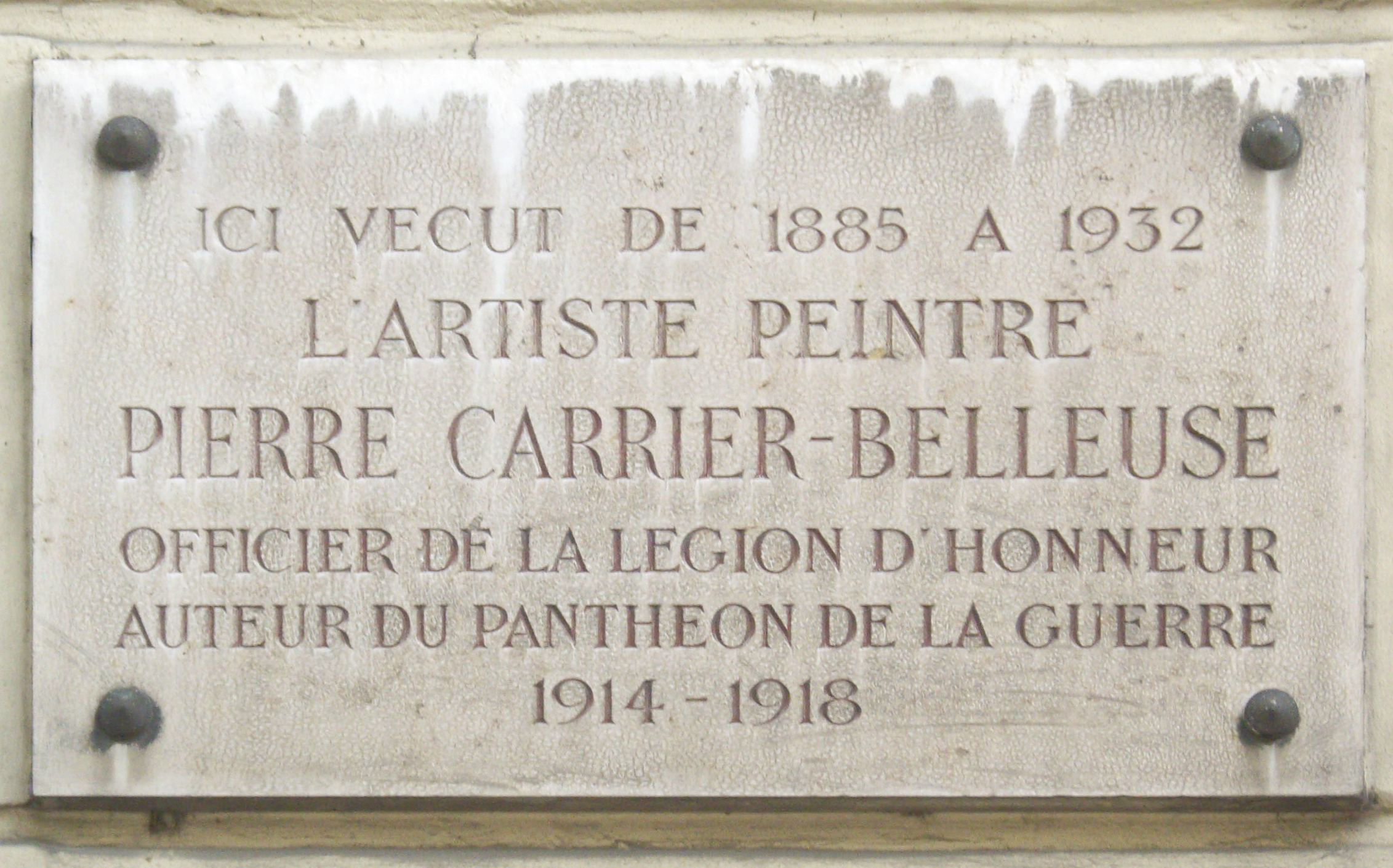
No 31 : plaque commémorative.
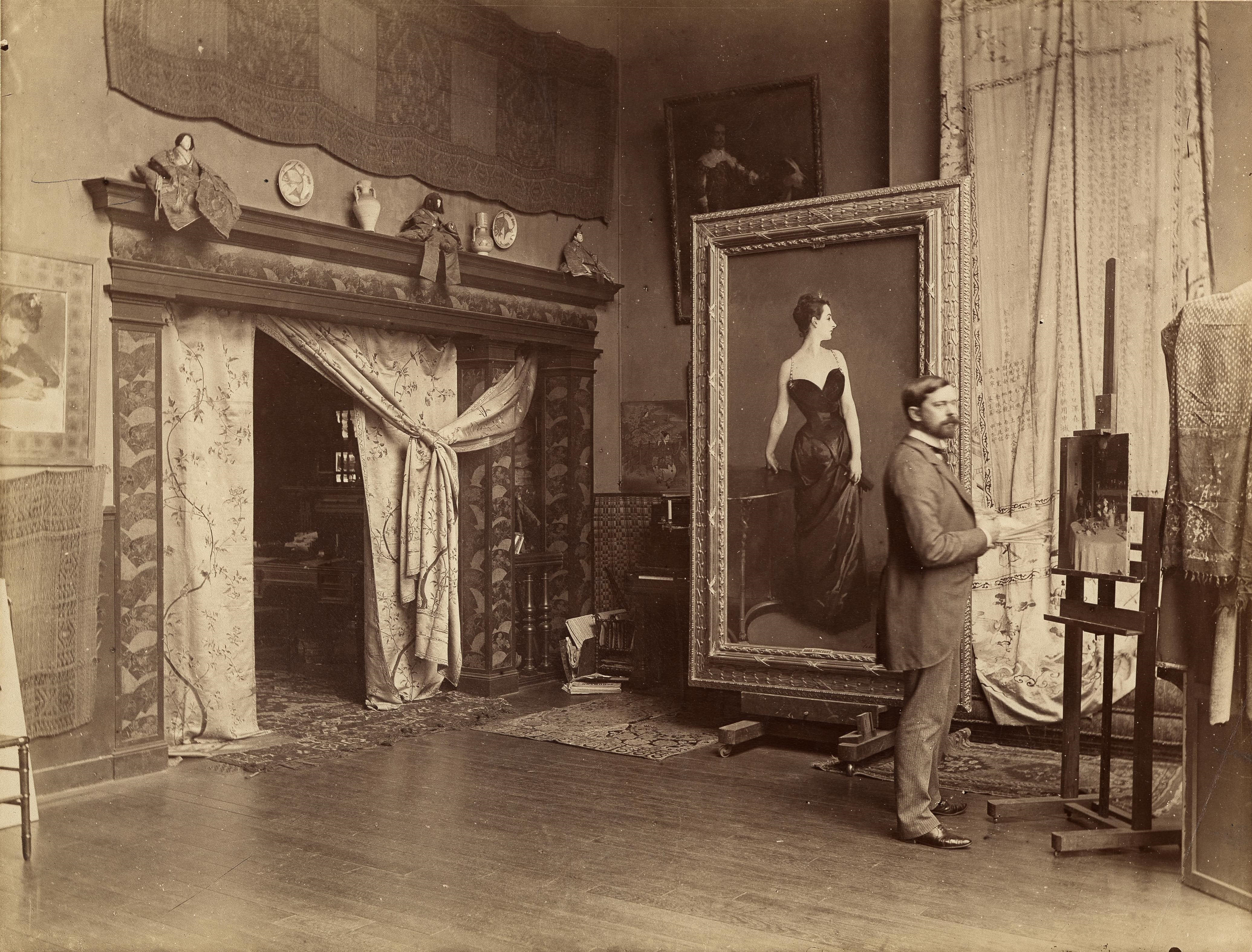
No 41 : John Singer Sargent dans son atelier en 1884. Photographie attribuée à Adolphe Giraudon.
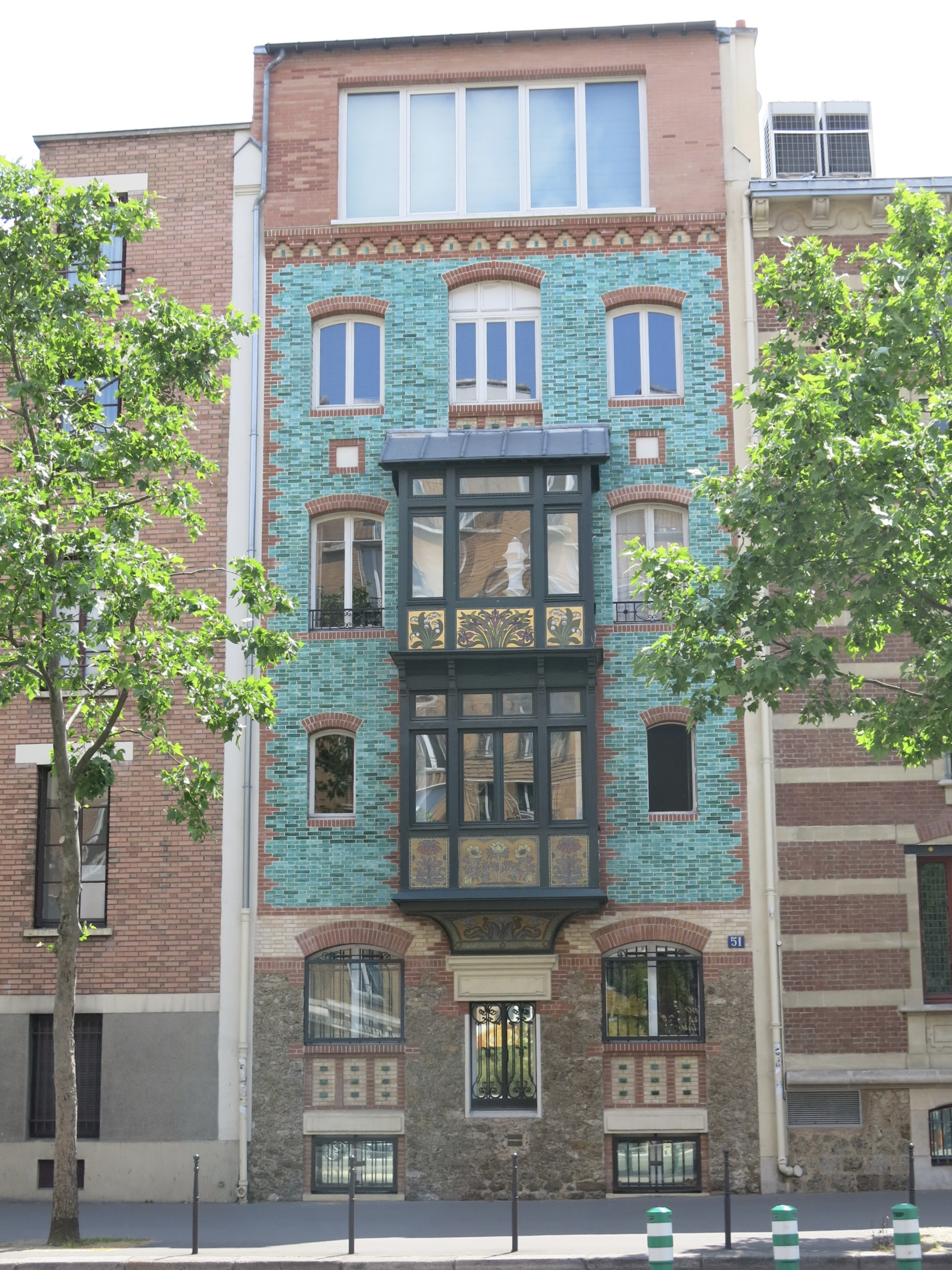
No 51 : façade sur rue (arrière du bâtiment au No 32, rue Eugène-Flachat).
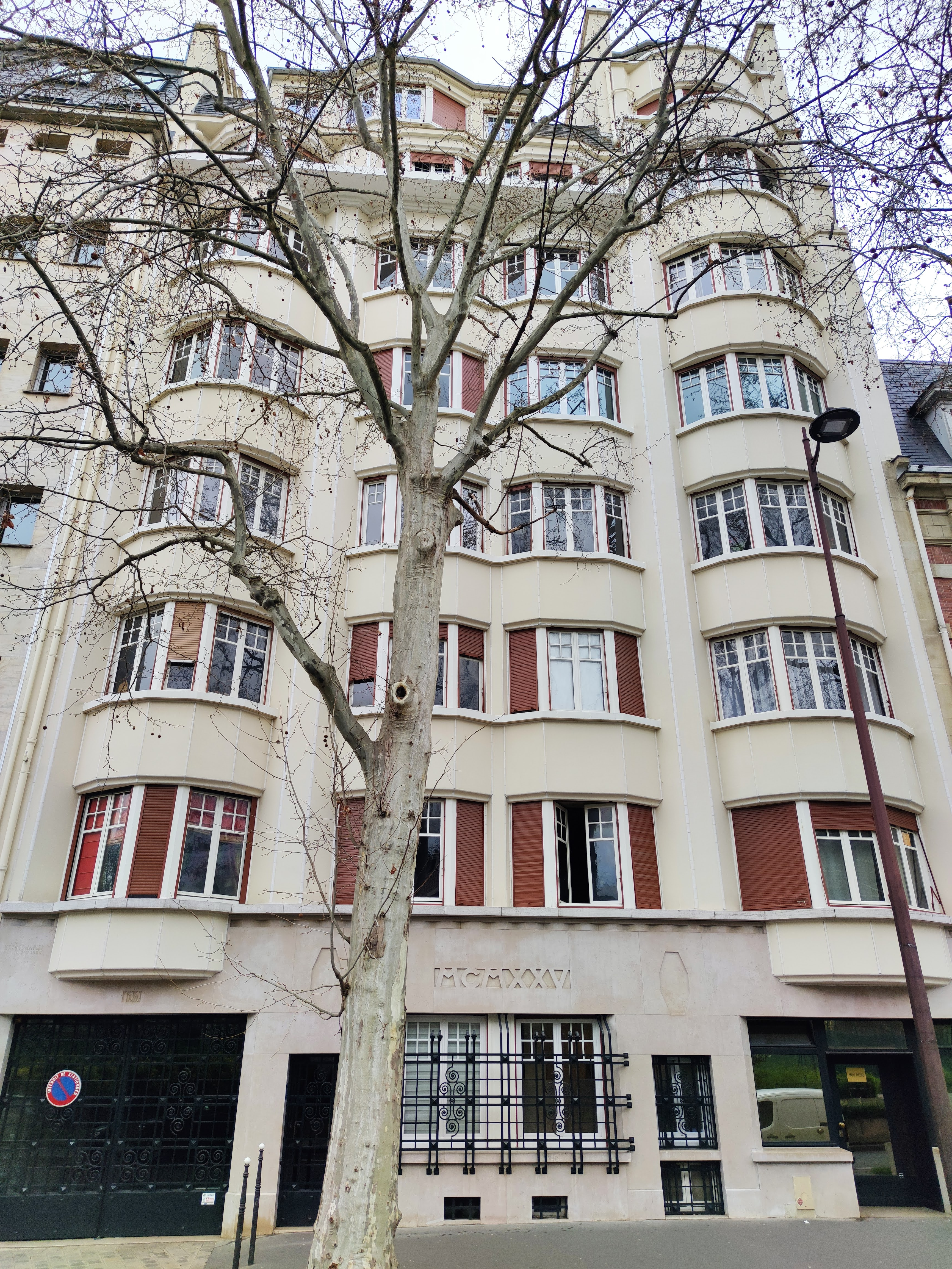
No 100.

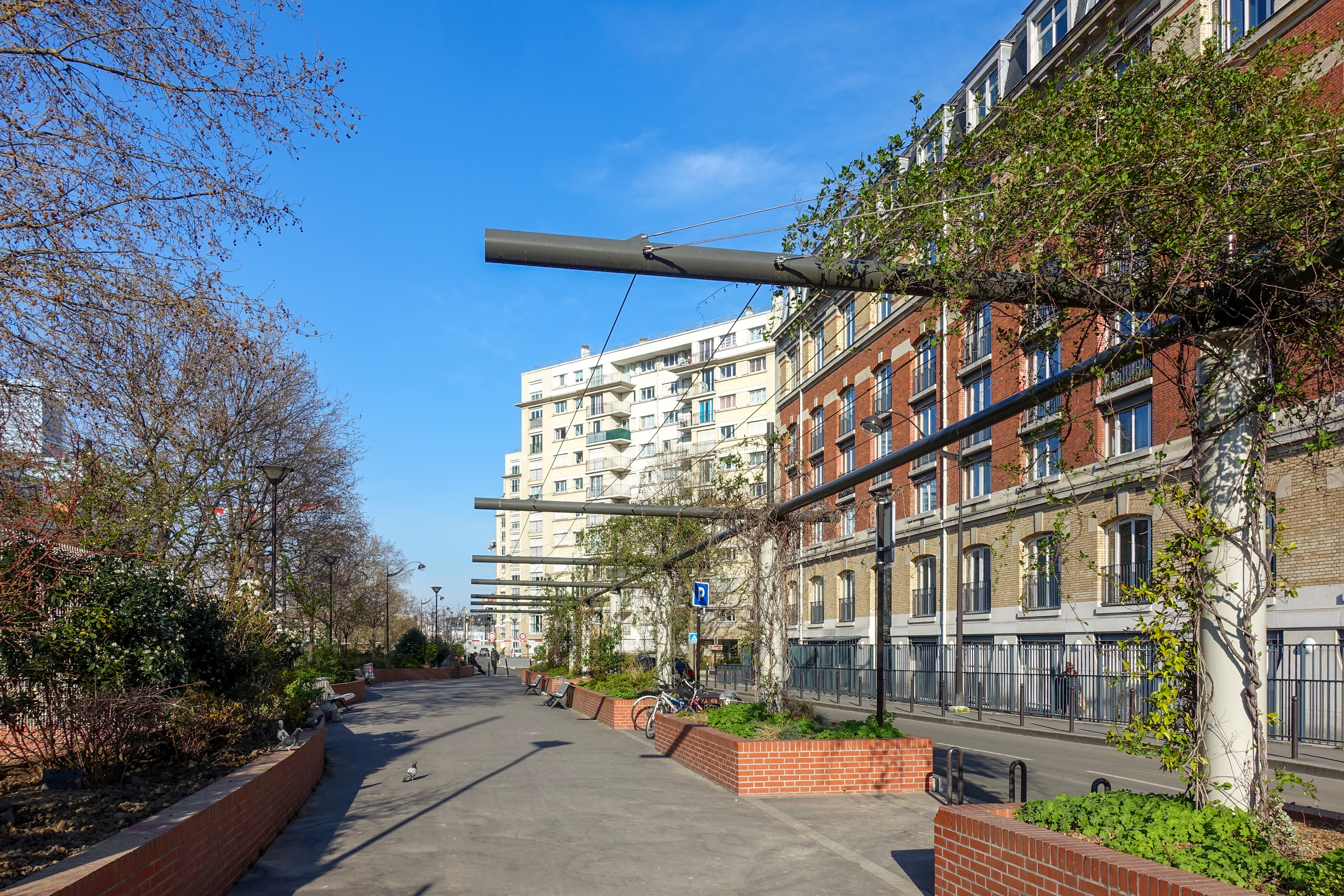
Le boulevard vu de la rue de Saussure.
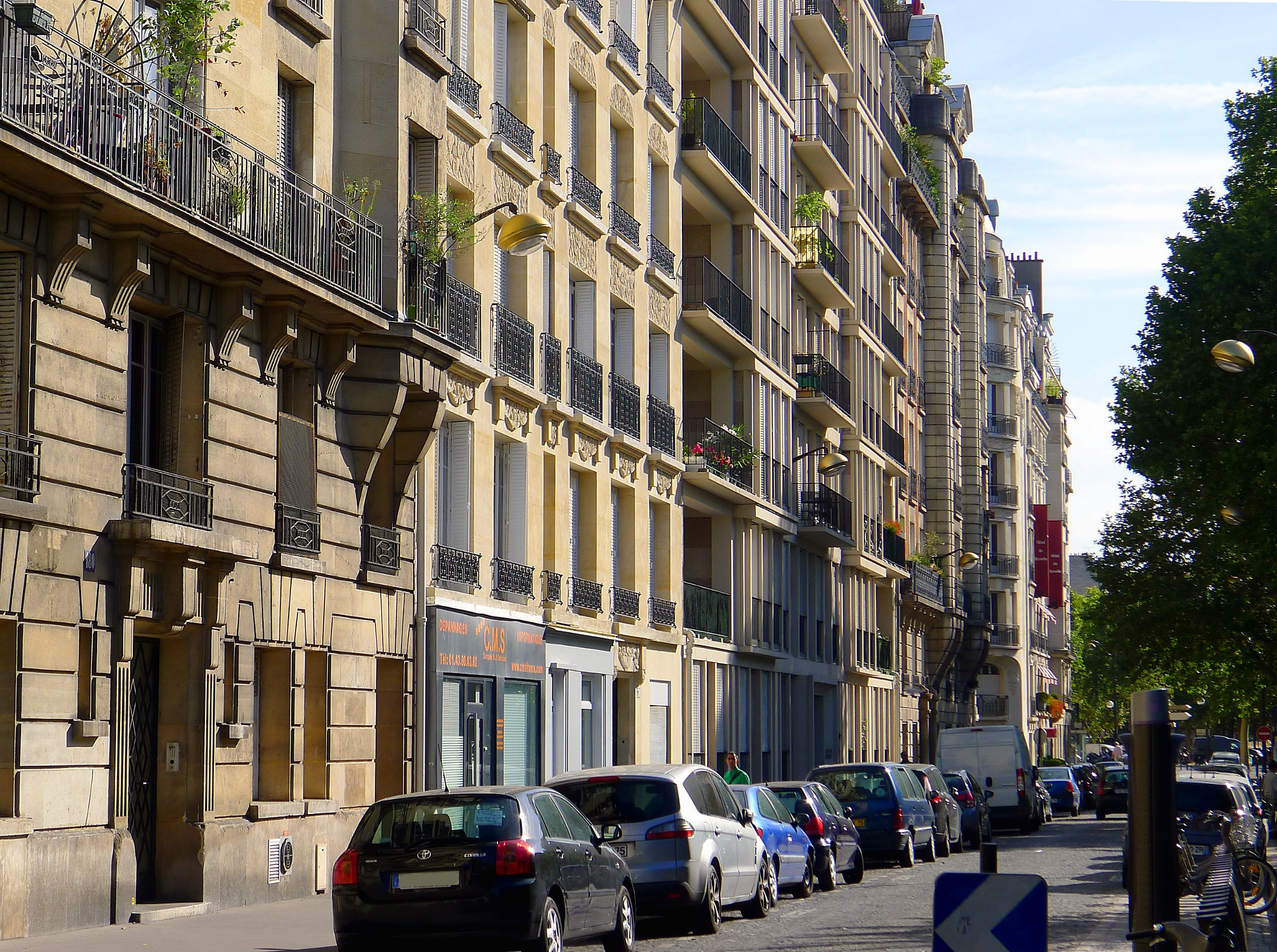
Vue du boulevard au niveau du No 180.